# Giovanni Cairoli

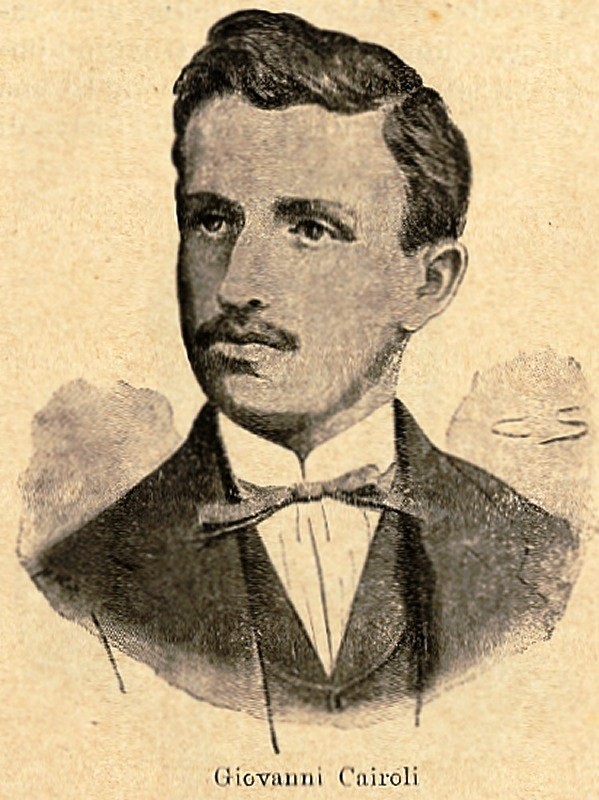
Giovanni Cairoli

Giovanni Cairoli (ur. 27 lipca 1842 w Pawii, zm. 11 września 1869 w Belgirate) – włoski rewolucjonista okresu risorgimenta.
Był najmłodszym z siedmiorga dzieci Carla Cairolego i Adelaide Bono, którzy wpajali swojemu potomstwu ideały patriotyczne. W roku 1858 zaczął studiować matematykę na uniwersytecie w Pawii, jednak po sprzeczce z austriackim oficerem musiał opuścić miasto. Przeniósł się do akademii wojskowej w Turynie, którą ukończył w roku 1862 w stopniu kapitana. Giovanni Cairoli, podobnie jak wszyscy w jego rodzinie, popierał ruch garybaldczyków.
Sierpień i wrzesień roku 1867 spędził wraz z bratem Enrikiem w Rzymie, przygotowując powstanie, którym miał kierować Francesco Cucchi. Obaj bracia, wydaleni z Rzymu 9 października, przyłączyli się w Terni do oddziału uzbrojonych włoskich patriotów, aby wesprzeć planowaną rewoltę. Wieczorem, 22 października, dotarli do mostu Mulwijskiego i tam szybko zdali sobie sprawę, że zryw powstańczy zakończył się klęską. Wtedy schronili się w rzymskim parku Villa Glori, gdzie podjęli rozpaczliwą obronę. 23 października zostali otoczeni przez żuawów papieskich. Enrico zginął na miejscu, ciężko ranny Giovanni dostał się do niewoli. Uwolniono go po negocjacjach 7 grudnia. Powrócił do Pawii, gdzie wybrano go do rady miejskiej, ale nigdy już nie odzyskał zdrowia. Zmarł 11 września 1869 roku w Belgirate.
W czasie walk i uwięzienia prowadził zapiski, które jego przyjaciel Pio Vittorio Ferrari opublikował pod tytułem Villa Glori: ricordi e aneddoti dell’autunno 1867 (Villa Glori: wspomnienia i opowiastki z jesieni roku 1867). W styczniu roku 1870 Giosuè Carducci napisał epodę In morte di Giovanni Cairoli (Na śmierć Giovanniego Cairolego) opublikowaną następnie 14 lutego w piśmie „La Riforma”.